# Viktoria Schwarz
Viktoria Schwarz –conocida como Vicki Schwarz– (Linz, 2 de julio de 1985) es una deportista austríaca que compitió en piragüismo en la modalidad de aguas tranquilas. Ganó tres medallas en el Campeonato Mundial de Piragüismo entre los años 2005 y 2011.

## Palmarés internacional
| Campeonato Mundial | Campeonato Mundial | Campeonato Mundial | Campeonato Mundial |
| Año                | Lugar              | Medalla            | Competición        |
| ------------------ | ------------------ | ------------------ | ------------------ |
| 2005               | Zagreb (Croacia)   | Medalla de plata   | K2 500 m           |
| 2010               | Poznań (Polonia)   | Medalla de bronce  | K2 500 m           |
| 2011               | Szeged (Hungría)   | Medalla de oro     | K2 500 m           |